# Spridlington
Spridlington är en ort och civil parish i Storbritannien.   Den ligger i grevskapet Lincolnshire och riksdelen England, i den sydöstra delen av landet, 210 km norr om huvudstaden London. Spridlington ligger 25 meter över havet och antalet invånare är 194.
Terrängen runt Spridlington är platt, och sluttar österut. Runt Spridlington är det ganska tätbefolkat, med 90 invånare per kvadratkilometer. Närmaste större samhälle är Lincoln, 13,9 km söder om Spridlington. Trakten runt Spridlington består till största delen av jordbruksmark.